# Accidentul aviatic de lângă Brașov din 2010
Accidentul aviatic de lângă Brașov din 2010 a constat în dispariția unui elicopter militar israelian de transport de tip Sikorsky CH 53 și a avut loc luni 26 iulie 2010.
Aparatul de zbor prăbușit a fost localizat în zona Fundata - Zărnești, județul Brașov.
Elicopterul avea la bord șase militari israelieni și unul român.
Aeronava participa la un exercițiu comun aerian româno-israelian de „căutare și salvare” cu numele de cod „Blue Sky 2010”.

## Accidentul
În septembrie 2003 generalii Gheorghe Catrina, Șef al Statului Major al Forțelor Aeriene Române și Dan Halutz, comandantul Forțelor Aeriene Israeliene -  asemenea altor state din NATO - au semnat un acord de colaborare și schimb de experiență. Exercițiul aerian româno-israelian cu numele de cod „Blue Sky 2010”, declanșat pe baza acestui acord a pornit „cu piciorul stâng”: escadrila de elicoptere israeliene a aterizat la baza aeriană Boboc la data de 18 iulie 2010 pe o perioadă de zece zile, pentru o serie de exerciții cu grad ridicat de dificultate, în zone muntoase.
- Chiar în a doua zi a exercițiului un bec de control aprins la bordul unui aparat l-a obligat să revină la sol;
- La 26 iulie s-a produs accidentul.
- La 28 iulie, la reîntoarcerea în Israel un bec de control a obligat un alt aparat să aterizeze pentru verificări, aproape imediat după decolare[2].

Luni 26 iulie 2010, la ora 13:15, două elicoptere israeliene și-au luat zborul de la baza Boboc în direcția munților Bucegi, în condiții atmosferice grele, într-o zonă muntoasă abruptă, cu furtuni și curenți de aer specifici loculului, necunoscută de piloții israelieni acomodați la relieful Orientului mijlociu. În jurul orei 15:20, zburând la altitudinea de 6.200 de picioare, într-o ceață densă ele s-au apropiat de un perete de munte pe care nu l-au putut vedea; unul dintre aparate a izbutit să-l evite, celălalt, „Iasur nr. 046”, nu.  

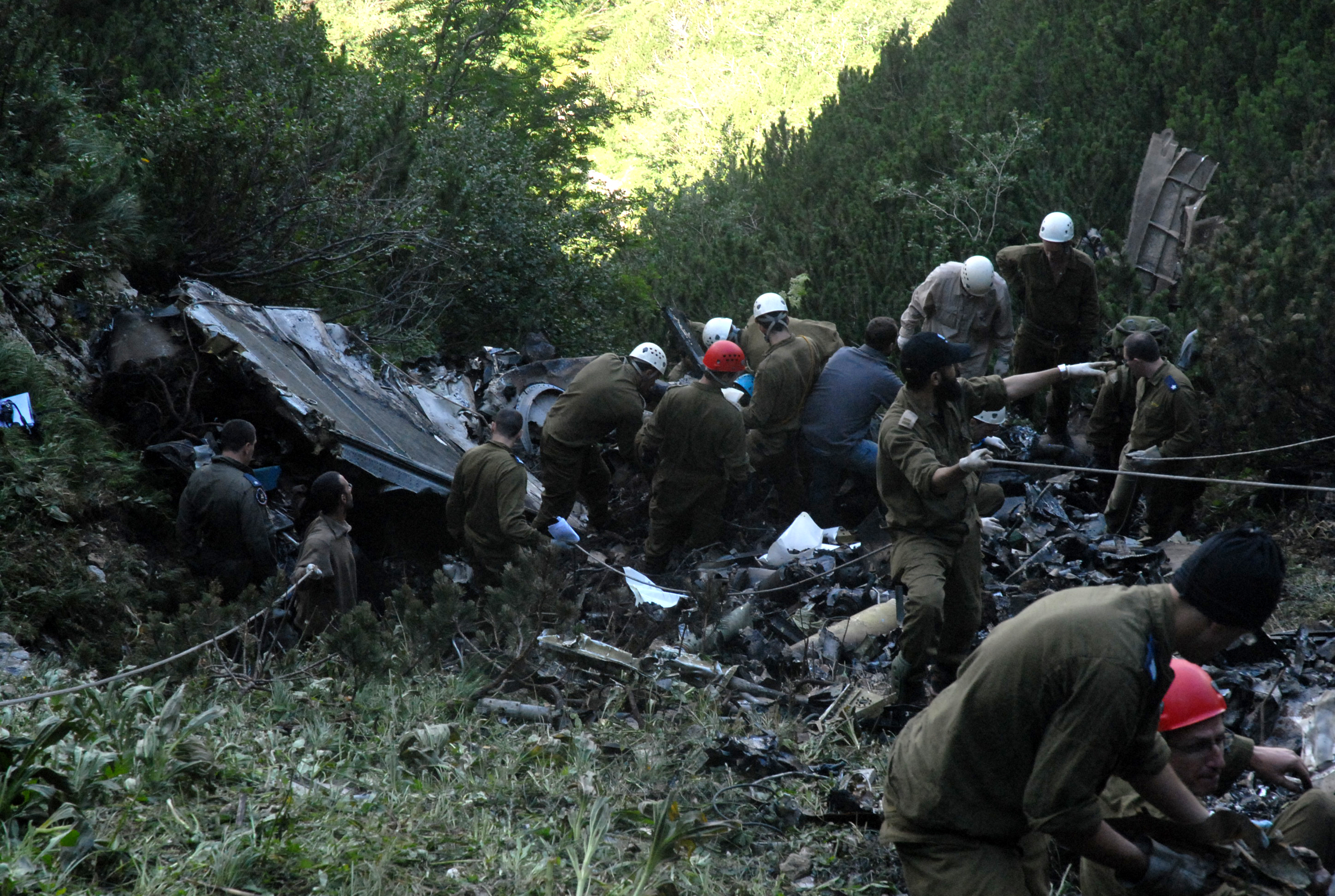

Elicopterele de tip Sikorsky CH 53 (nume de cod israelian: ebraică iasur) au fost achiziționate din Statele Unite, pentru Aviația Militară Israeliană, în urmă cu circa 44 de ani, ca printre cele mai performante la vremea respectivă. Aceste aparate s-au dovedit a fi de neînlocuit pentru transportul de trupe, utilaj militar greu, inclusiv vehicule, ambulanțe aeriene, etc., în condiții deosebit de grele fie, atmosferice, fie, în timp de război, cu și fără vizibilitate. De menționat că vârsta aparatului de zbor este un element derutant: în afară de numărul matricol rămas constant, fiecare piesă mobilă sau statică a fost adesea înlocuită conform cu timpul, starea și numărul de ore de zbor prevăzute. În anul 2007 toate elicopterele Iasur israeliene au fost reconstituite, reamenajate și dotate cu vreo 20 de aparate electronice, inclusiv sisteme de apărare anti-rachete Aparatele reconstituite, numite „Iasur 2025" sunt înzestrate cu un instrumentaj de pilotaj și control computerizat, automatizat, performant.

#### „Iasur nr. 046”
Elicopterul prăbușit cu numele de cod „Iasur nr. 046” avea un trecut eroic. Aparținea de o escadrilă de elită și a devenit cunoscut în urma unei accțiuni de salvare din 1997. Într-o noapte a lunii septembrie 1997 o unitate de luptători israelieni din cadrul forțelor de comando maritim au executat o incursiune pe teritoriul aflat sub controlul unităților de gherilă șiite Hezbollah. Acțiunea a fost descoperită și unitatea de comando israeliană a fost așteptată la locul care urma să fie atacat, comandamentul Hezbollah din satul libanez Anțaria. Au fost mulți morți și răniți. Elicopterul „Iasur nr. 046” a primit ordinul să transporte spre focarul luptelor o echipă medicală din cadrul unității de ajutor aeropurtate „669” (unitatea care a venit să adune, să identifice și să transporte acasă pe cei 6 militari din Bucegi). Aparatul a aterizat sub ploaia de obuze și gloanțe, salvatorii stabilizând (tratament de salvare a vieții pentru ca rănitul să poată fi transportat) pe loc pe ostașii răniți și preluând pe cei vii și pe cei căzuți. Elicopterul s-a întors la bază cu fuselajul ciuruit de gloanțe, purtând și corpul neînsuflețit al comandantului acțiunii de salvare, medicul aeropurtat dr. Dagheș.

### Acțiunile decăutare și salvare
Odată cu încetarea legăturii prin radio cu elicopterul „Iasur nr. 046” grupa de comandă româno-israeliană a exercițiului a declanșat acțiunile de salvare. Deoarece zona accidentului putea fi accesată exclusiv pedestru, sau prin aer, rolul principal în acțiunile de căutare și salvare a revenit antrenaților și eficienților salvamontiști români, secondați de pompieri militari și de un elicopter SMURD. Din declarațiile unor martori oculari, după ce elicopterul s-a izbit de peretele muntos a luat foc și a explodat, împrăștiendu-se într-o largă zonă deosebit de greu accesibilă. Salvamontistul Ciprian Candea a declarat că nu au fost supraviețuitori din acest accident, el a mai raportat că au izbutit să identifice rămășițele a șapte corpuri.
Atașatul militar al Ambasadei Israelului la București, colonelul Șlomi Cohen a mulțumit românilor pentru eforturile depuse în acțiunea de salvare. El a mai rugat ca zona accidentului să fie izolată până la venirea aeronavei israeliene „Hercules”, cu o echipă de 80 de militari israelieni pentru cercetare și salvare, compusă din medici și analiști patologi, controlori de accidente aviatice, o echipă din partea rabinatului militar, câini dresați să caute organisme umane cu însoțitorii lor, etc.
Ministrul român al apărării, Gabriel Oprea și ministrul israelian al apărării, Ehud Barak și-au prezentat reciproc condoleanțe și cele mai profunde regrete (în engleză deep regret) popoarelor și famiilor îndoliate.

## Echipajul
- Israel:[7]
  - Colonel (p.m.) Daniel Shipenbauer (43 ani)
  - Locotenent Colonel (rez.) Avner Goldman (48 ani)
  - Maior Yahel Keshet (33 ani)
  - Maior Lior Shai (28 ani)
  - Locotenent Nir Lakrif (25 ani)
  - Sergent major Oren Cohen (24 ani)
- România:
  - Căpitan Ștefan-Claudiu Dragnea (31 ani)

## In Memoriam
Israelul i-a acordat văduvei căpitanului român Ștefan-Claudiu Dragnea statutul de „Văduvă a armatei israeliene (ȚAHAL-ului)” cu toate drepturile aferente, inclusiv o substanțială pensie lunară și a deschis pe numele fiului căpitanului, care s-a născut ulterior accidentului, un cont la o bancă din România cu un fond inițial de 20 000$, unde va fi virată lunar o pensie de filiațiune care-i va sta la dispoziție la împlinirea vârstei de 18 ani.
Comandanții aviațiilor militare române și israeliene au decis să colaboreze la ridicarea unui monument comemorativ la locul accidentului.